# Anales de Senaquerib

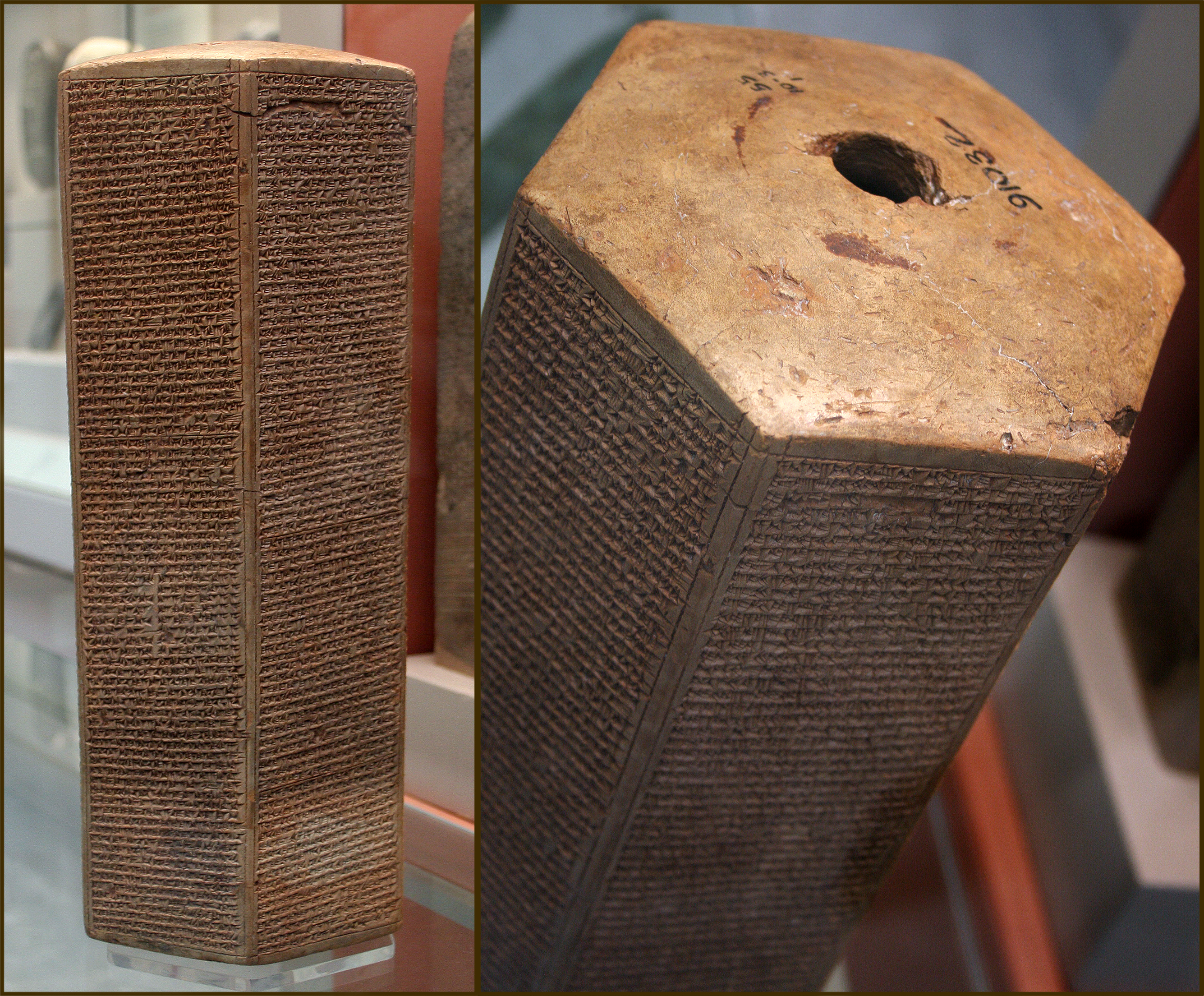
Prisma Taylor, perteneciente a los Anales de Senaquerib, conservado en el Museo Británico. Londres.

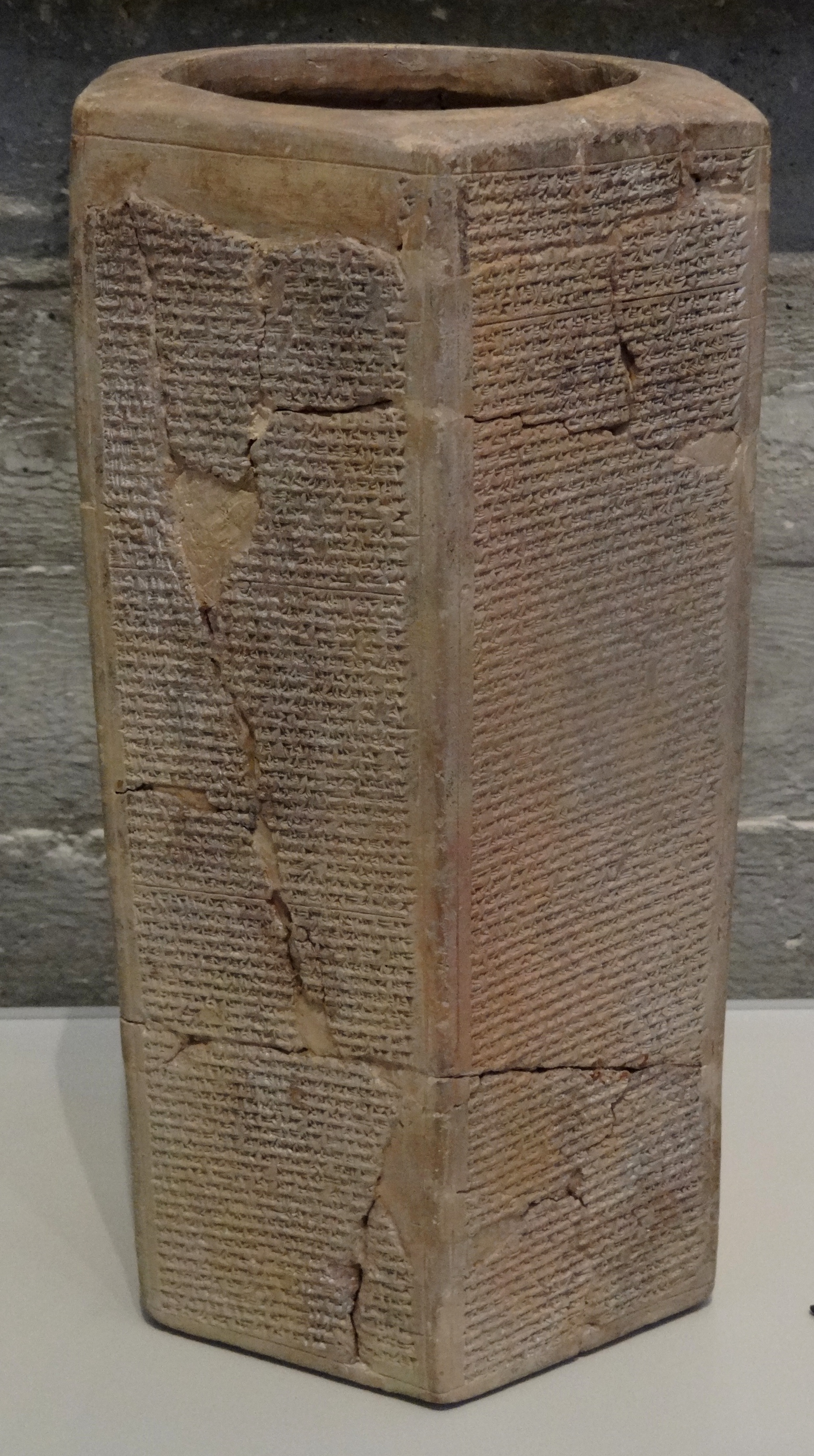
Prisma de Jerusalén, en el Museo de Israel de Jerusalén.

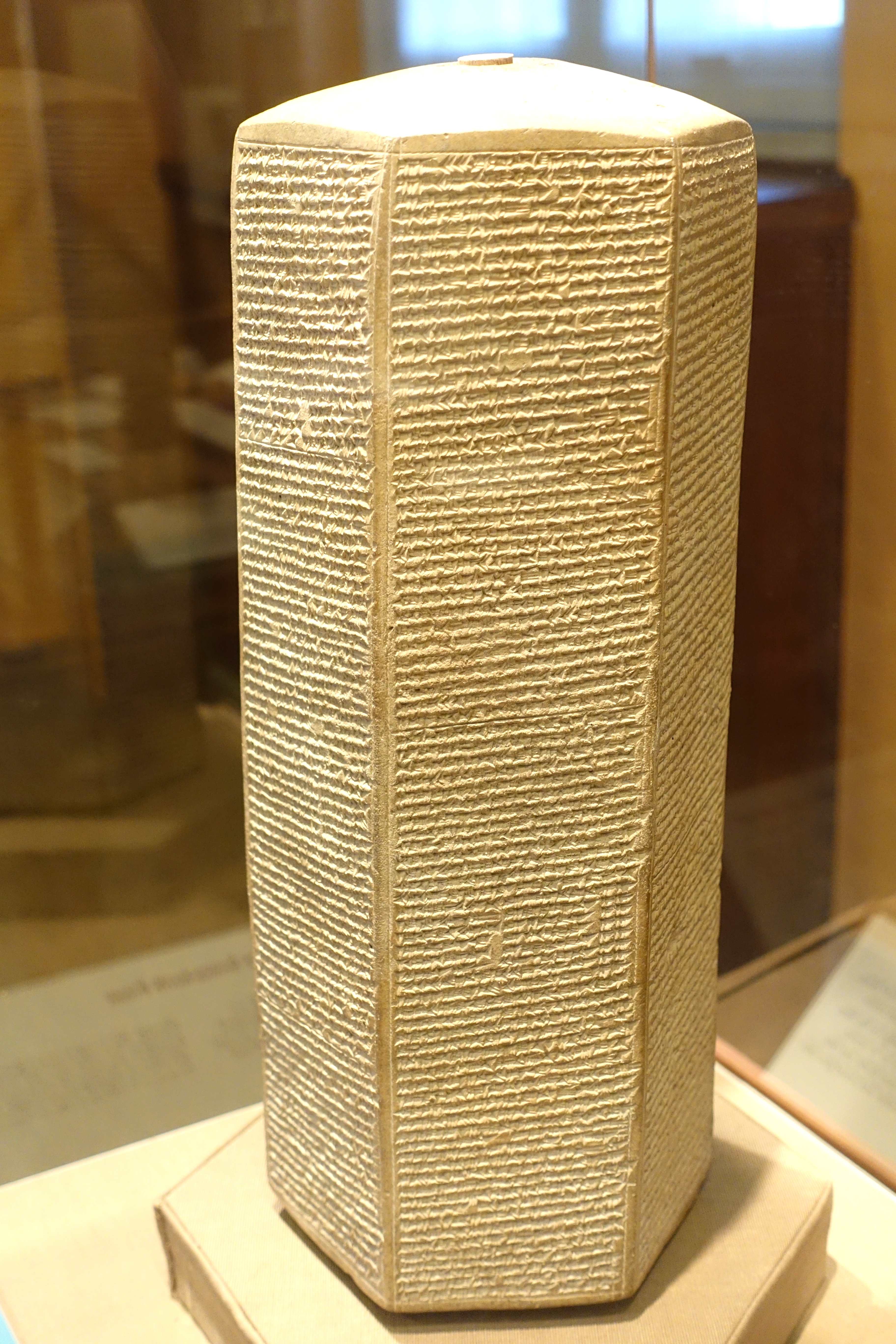
Prisma del Instituto Oriental en el Instituto Oriental de Chicago.

Los Anales de Senaquerib son los anales —escrito que registra los acontecimientos cronológicamente, año por año— del rey asirio Senaquerib. Se encuentran inscritos en varios artefactos, y las versiones finales se encontraron en tres prismas de arcilla inscritos con el mismo texto: el Prisma de Taylor está en el Museo Británico, el Prisma del Instituto Oriental en el Instituto Oriental de Chicago y el Prisma de Jerusalén que se encuentra en el Museo de Israel en Jerusalén.
El Prisma Taylor es uno de los primeros artefactos cuneiformes analizados en la Asiriología moderna, habiéndose encontrado algunos años antes del desciframiento moderno de la escritura cuneiforme.
Los anales son notables por describir el asedio de Jerusalén durante el reinado del rey Ezequías. Este evento está registrado en varios libros contenidos en la Biblia, incluidos los capítulos 33 y 36 de Isaías ; 2 Reyes 18:17; 2 Crónicas 32: 9. La invasión es mencionada por Heródoto, que no se refiere a Judea y dice que la invasión terminó en Pelusio, en el límite del delta del Nilo.

## Descripción y descubrimiento
Los prismas constan de seis párrafos de escritura cuneiforme en acadio. Tienen forma hexagonal, están hechos de arcilla roja cocida y tienen una altura de 38 cm por 14 cm de ancho, fueron creados durante el reinado de Senaquerib en 689 a. C. (Chicago) o 691 a. C. (Londres, Jerusalén).
Se cree que el prisma Taylor fue encontrado por el coronel Robert Taylor (1790-1852) en 1830 en Nínive, que fue la antigua capital del Imperio Asirio bajo Senaquerib, antes de su excavación inicial por Botta y Layard más de una década después. Aunque el prisma permaneció en Irak hasta 1846, en 1835, Henry Rawlinson, de 25 años, la copió en papel, y Pierre-Victorien Lottin  en 1845 realizó un yeso. Más tarde se pensó que el original se había perdido, hasta que fue comprado a la viuda del coronel Taylor en 1855 por el Museo Británico. —El coronel Taylor pudo haber sido el padre de John George Taylor, quien, él mismo, se convirtió en un notable explorador y arqueólogo asirio.—
Otra versión de este texto se encuentra en el que se conoce como el Prisma Sennacherib, ahora en el Instituto Oriental. Fue comprado por James Henry Breasted de un comerciante de antigüedades de Bagdad en 1919 para el Instituto Oriental. El prisma de Jerusalén fue adquirido por el Museo de Israel en una subasta de Sotheby's en 1970.  Fue publicado en 1990.
Los tres ejemplos completos conocidos de esta inscripción son casi idénticos, con algunas variantes menores, aunque las fechas en los prismas muestran que fueron escritos con dieciséis meses de diferencia —los prismas de Taylor y Jerusalén en 691 a. C. y el prisma del Instituto Oriental en 689 a. C.—. También hay al menos otros ocho prismas fragmentarios que conservan partes de este texto, todos en el Museo Británico, y la mayoría de ellos contienen unas pocas líneas. El texto de Chicago fue traducido por Daniel David Luckenbill y el texto acadio, junto con una traducción al inglés, está disponible en su libro The Annals of Sennacherib (Universidad de Chicago Press, 1924).